# Апеллой
Апеллой (Апелій, Апеллес, Аппел) (грец. Απελληζ — стосується зібрання; 1 століття) — апостол з числа сімдесяти, єпископ Іраклійський (Фракийский). День пам'яті відзначається 4 січня, 10 вересня та 31 жовтня.
Апостол Павло, привітавши Апеллоя в посланні до римлян, називає його випробуваним у Христі (Рим. 16:10). За переказами, Апеллой був єпископом в Іраклії Фракійській.